# Purovsk
Purovsk (rusky Пуровск)  je vesnická osada v Purovském okrese Jamalsko-něneckého autonomního okruhu Ruské federace. Žije zde 2 706 obyvatel (2020).

## Geografie
Vesnice se rozkládá na levém břehu řeky Pjakupur, 533 km jihovýchodně od Salechardu a 8 km západně od okresního města Tarko-Sale. Purovsk a jeho přilehlé okolí se nachází v Purovské níženě, která je součástí Západosibiřské roviny.
Podnebí osady je ovlivněno jeho geografickou polohou a s tím spojeným nedostatkem slunečního záření, zvýšenou aktivitou cyklónů a rovinami ve vesnici a v okolí. Do vesnice tak pronikají studené arktické vzduchové masy a vytváří studené kontinentální podnebí. Zima je studená a dlouhá (8 měsíců), průměrná teplota nejchladnějšího měsíce ledna je −31 °C. Od poloviny října je osada pokrytá sněhem do výšky cca 60 cm. Od prosince do března jsou zde časté sněhové bouře (až 70 dní v roce). Léto je zde poměrně krátké (max. 60 dní), od 15. června do 15. srpna a je poměrně teplé a vlhké. Průměrná teplota nejteplejšího měsíce je 19 °C.

## Historie
Purovsk vznikl v roce 1979 jako osada stavitelů železnice Surgut – Novyj Urengoj. Stavba železnice probíhala ve složitých podmínkách rozsáhlého tání permafrostu, dlouhého zimního období a silného větru způsobující závěre. Dne 22. dubna 1980 do vesnice přijel poprvé vlak, vesnice tak byla spojena s regionálním centrem Tarko-Sale. Na památku této události byl v osadě postaven pomník průkopníkům Jamalu.

## Doprava
Obec má silniční spojení. Existuje zde pravidelné autobusové spojení s ostatními osadami v regionu a Jamalsko-něneckým autonomním okruhu.
Ve vesnici je velký železniční uzel Surgutské odbočky Sverdlovské dráhy, která spojuje vesnici s Novým Urengojem.